# Найбільші авіаційні катастрофи в Україні
Список найбільших авіаційних катастроф України є переліком усіх авіаційних пригод, що відбулися у повітряному просторі України та стали причиною смерті щонайменше 20 осіб. За даними порталу Aviation Safety Network з 1919 року на території України стався 131 авіаційний інцидент, 65 з яких призвели до смерті 1359 осіб. У базі сайту Bureau of Aircraft Accidents Archives, також присвяченого авіабезпеці, міститься інформація про 138 авіакатастроф, які призвели до 1814 жертв. Найбільш смертоносні катастрофи в Україні припали на 1970-ті роки, проте найбільшою за кількістю жертв стала катастрофа Boeing 777 Малайзійських авіаліній, що відбулася 17 липня 2014 року та призвела до загибелі усіх 298 осіб, що перебували на борту літака.
У лютому 2022 року на початку російського вторгнення в Україну Генеральний штаб ЗСУ повідомив про збиття Іл-76 з російським десантом під Васильковом на Київщині; також у ЗМІ з'являлися непідтверджені офіційними джерелами дані про знищення іншого російського Іл-76 під Білою Церквою. Ці події не потрапили до списку нижче, оскільки немає даних про точну кількість жертв.

## Список
| Дата              | Місце                                                                     | Фото літака | Літак      | Оператор             | Маршрут (ПВ→ПП)            | Жертви (пас.+ек.)        | Причина                                                  | Пр.    |
| ----------------- | ------------------------------------------------------------------------- | ----------- | ---------- | -------------------- | -------------------------- | ------------------------ | -------------------------------------------------------- | ------ |
| 17 липня 2014     | неподалік Грабового Горлівський район Донецька область                    |             | Boeing 777 | Malaysia Airlines    | Амстердам→ Куала-Лумпур    | 298 (283+15)             | Збитий ракетою комплексу «Бук»                           | [ 4 ]  |
| 11 серпня 1979    | неподалік Кам'янського Дніпропетровська область                           |             | Ту-134А    | Аерофлот             | Челябінськ→ Кишинів        | 178 (88+6) (77+7)        | Зіткнення в повітрі                                      | [ 5 ]  |
| 11 серпня 1979    | неподалік Кам'янського Дніпропетровська область                           |             | Ту-134АК   | Аерофлот             | Ташкент-Південний→ Донецьк | 178 (88+6) (77+7)        | Зіткнення в повітрі                                      | [ 6 ]  |
| 22 серпня 2006    | неподалік Сухої Балки Бахмутський район Донецька область                  |             | Ту-154М    | Пулковські авіалінії | Анапа→ Санкт-Петербург     | 170 (160+10)             | Втрата контролю над літаком у результаті помилки екіпажу | [ 7 ]  |
| 18 травня 1972    | неподалік Руської Лозової Харківський район Харківська область            |             | Ан-10А     | Аерофлот             | Москва-Внуково→ Харків     | 122 (115+7)              | Недоліки конструкції                                     | [ 8 ]  |
| 3 травня 1985     | неподалік Золочева Львівська область                                      |             | Ту-134А    | Аерофлот             | Таллінн→ Кишинів           | 94 (73+6) (9+6)          | Зіткнення в повітрі                                      | [ 9 ]  |
| 3 травня 1985     | неподалік Золочева Львівська область                                      |             | Ан-26      | ВПС СРСР             | Львів→ Москва-Внуково      | 94 (73+6) (9+6)          | Зіткнення в повітрі                                      | [ 10 ] |
| 27 липня 2002     | Аеропорт «Львів»                                                          |             | Су-27УБ    | ВПС України          | Авіашоу                    | 78 (на землі)            | Помилка пілота під час виконання повітряної фігури       |        |
| 31 березня 1971   | неподалік Волнухиного Луганський район Луганська область                  |             | Ан-10      | Аерофлот             | Самара→ Одеса              | 65 (57+8)                | Технічні причини: руйнування обшивки                     | [ 11 ] |
| 3 серпня 1969     | неподалік Преображенки Кам'янський район Дніпропетровська область         |             | Ан-24Б     | Аерофлот             | Ворошиловград→ Львів       | 55 (51+4)                | Технічні причини: руйнування повітряного гвинта          | [ 12 ] |
| 15 травня 1976    | неподалік Вікторівки Чернігівський район Чернігівська область             |             | Ан-24РВ    | Аерофлот             | Вінниця→ Москва-Биково     | 52 (46+6)                | Технічні причини                                         | [ 13 ] |
| 14 червня 2014    | Аеропорт «Луганськ»                                                       |             | Іл-76МД    | ВПС України          | Мелітополь→ Луганськ       | 49 (40+9)                | Збитий ПЗРК «Ігла» бойовиками ЛНР                        | [ 14 ] |
| 16 вересня 1971   | неподалік Тарасівки Броварський район Київська область                    |             | Ту-134     | Malév                | Будапешт→ Бориспіль        | 49 (41+8)                | Технічні причини, погодні умови                          | [ 15 ] |
| 17 грудня 1976    | Аеропорт «Жуляни», Київ                                                   |             | Ан-24      | Аерофлот             | Чернівці→ Київ             | 48 (44+4) вижили 7 (6+1) | Помилка екіпажу під час заходу на посадку                | [ 16 ] |
| 12 листопада 1971 | Аеропорт «Вінниця»                                                        |             | Ан-24Б     | Аерофлот             | Київ→ Вінниця              | 48 (43+5)                | Невідомо                                                 | [ 17 ] |
| 16 листопада 1959 | Аеропорт «Львів»                                                          |             | Ан-10      | Аерофлот             | Київ→ Львів                | 40 (32+8)                | Недоліки конструкції                                     | [ 18 ] |
| 2 вересня 1970    | неподалік Лихівки та Заполички Кам'янський район Дніпропетровська область |             | Ту-124     | Аерофлот             | Мінеральні Води→ Вільнюс   | 37 (32+5)                | Невідомо                                                 | [ 19 ] |
| 17 серпня 1960    | неподалік Тарасівщини[ Київська область Бучанський район                  |             | Іл-18Б     | Аерофлот             | Каїр→ Москва-Шереметьєво   | 35 (28+7)                | Втрата контролю над літаком                              | [ 20 ] |
| 26 лютого 1960    | Львів                                                                     |             | Ан-10      | Аерофлот             | Київ→ Львів                | 32 (25+8) 1 вижив (0+1)  | Недоліки конструкції                                     | [ 21 ] |
| 23 травня 1974    | неподалік Києва                                                           |             | Як-40      | Аерофлот             | Рига→ Київ                 | 29 (25+4)                | Імовірно отруєння екіпажу чадним газом                   | [ 22 ] |
| 25 вересня 2020   | неподалік Чугуєва Харківська область                                      |             | Ан-26      | ВПС України          | Чугуїв→ Чугуїв             | 26 (20+6) 1 вижив (0+1)  | Невідомо                                                 | [ 23 ] |
| 23 жовтня 1978    | затока Сиваш                                                              |             | Ан-24Б     | Аерофлот             | Ставрополь→ Львів          | 26 (21+5)                | Втрата контролю над літаком                              | [ 24 ] |
| 6 січня 1974      | неподалік Мукачевого Закарпатська область                                 |             | Ан-24Б     | Аерофлот             | Київ→ Мукачево             | 24 (18+6)                | Помилка екіпажу; несприятливі погодні умови              | [ 25 ] |